# The Ballad of Mona Lisa
«The Ballad of Mona Lisa» (рус. Баллада Моны Лизы) — песня американской рок-группы Panic! at the Disco, выпущенная 1 февраля 2011 года как ведущий сингл к её третьему студийному альбому, Vices & Virtues.

## Общая информация
The Ballad of Mona Lisa, написанная Брендоном Ури, является одним из первых треков написанных для третьего студийного альбома. Брендон Ури рассказал, что главная тема песни «раздвоение личности»".
Критика восприняла композицию очень хорошо, сравнив с первыми творениями группы, а именно с альбом A Fever You Can't Sweat Out. Однако коллектив напротив назвал Mona Lisa «новым стартом и началом для творчества группы»".

## Список композиций
Слова и музыка всех песен — Brendon Urie and Spencer Smith.
| №                   | Название                  | Длительность |
| ------------------- | ------------------------- | ------------ |
| 1.                  | «The Ballad of Mona Lisa» | 3:48         |
| Общая длительность: | Общая длительность:       | 3:48         |

## Позиции в чартах
| Чарт (2011)                     | Лучший результат |
| ------------------------------- | ---------------- |
| Австралия (ARIA)                | 21               |
| Великобритания (OCC UK Singles) | 43               |
| US Billboard Hot 100            | 89               |
| US Billboard Hot Digital Songs  | 67               |
| US Billboard Alternative Songs  | 24               |
| US Billboard Rock Songs         | 50               |